# Anna Kerko
Anna Kerko (* 25. August 2007) ist eine finnische nordische Kombiniererin.

## Werdegang

### Ski Nordisch
Kerko, die für den Skiverein Helsinki startet, begann im Alter von vier Jahren mit dem Skilanglauf. Ihre ersten Skisprünge absolvierte sie in Lahti.  Am 27. August 2021 gab sie bei einem Youth-Cup-Wettbewerb in Oberhof ihr internationales Debüt. Bei den Nordischen Junioren-Skiweltmeisterschaften 2023 in Whistler lief Kerko auf den 21. Platz. Ende Februar 2025 nahm sie an den Nordischen Skiweltmeisterschaften 2023 in Planica teil und belegte im Einzel Rang 31.
Im Sommer 2024 ging sie erstmals im Grand Prix an den Start. Ihr bestes Resultat gelang ihr beim Compact-Rennen in Chaux-Neuve mit dem zwölften Platz. Am 20. Dezember 2024 debütierte Kerko in Ramsau im Weltcup. Dabei erreichte sie den 25. Platz im Massenstart. Mitte Januar 2025 gab sie in Eisenerz ihr Debüt im Continental Cup (COC). Am zweiten Wettkampftag lief sie gemeinsam mit Petra Torvinen auf den dritten Platz im Teamsprint. In Trondheim wurde sie beim abschließenden Continental-Cup-Wettbewerb Fünfte. In der COC-Gesamtwertung belegte sie den elften Platz. Bei den Nordischen Junioren-Skiweltmeisterschaften 2025 in Lake Placid belegte sie den 24. Platz.

### Fußball
Kerko spielt im Nachwuchs von HJK Helsinki Fußball.

## Privates
Kerko ist die Tochter der ehemaligen Skilangläuferin Maria Paatero-Kerko.

## Statistik

### Weltcup-Platzierungen
| Saison  | Platz | Punkte |
| ------- | ----- | ------ |
| 2024/25 | 45.   | 16     |

### Continental-Cup-Platzierungen
| Saison  | Platz | Punkte |
| ------- | ----- | ------ |
| 2024/25 | 11.   | 195    |